# Pierre Bonte (anthropologue)
Pour les articles homonymes, voir Pierre Bonte et Bonte.
Pierre Bonte, né le 25 août 1942 à Annœullin et mort le 4 novembre 2013 à Paris 12e, est un ethnologue français. Il a été directeur de recherche émérite au Centre national de la recherche scientifique (CNRS), rattaché au Laboratoire d'Anthropologie sociale (EHESS/CNRS/Collège de France, Paris).

## Biographie
Il commence par deux terrains, chez les Touaregs Kel Geres du Niger et les Maures de l'Adrâr mauritanien, deux sociétés sahariennes et sahéliennes offrant plusieurs perspectives de comparaison. L'étude des Touaregs Kel Geres a donné lieu à une thèse de 3e cycle dirigée par André Leroi-Gourhan (1970), alors que les travaux sur l'émirat maure de l'Adrâr ont fait l'objet d'un doctorat d'État, sous la direction de Claude Tardits, puis Emmanuel Terray (1998).
En 1991, paraît le Dictionnaire de l'ethnologie et de l'anthropologie aux Presses universitaires de France, un ouvrage de référence codirigé avec Michel Izard. Ses travaux ont porté notamment sur la parenté, le travail, le nomadisme, la dimension pastorale des sociétés étudiées ou encore les systèmes sacrificiels. Durant les années 1970, sa réflexion a été marquée par l'anthropologie marxiste et les recherches de Louis Dumont.
Il est inhumé au cimetière du Père-Lachaise.

## Publications
- Production et échanges chez les Touareg Kel Gress du Niger, avant-propos par Geneviève Debrégeas-Laurenie, Paris, Institut d'ethnologie, 1971.
- L'Élevage et le commerce du bétail dans l'Ader Doutchi-Majya, Niamey, CNRSH (Centre nigérien de recherche en sciences humaines), 1973.
- avec Jacques Barrau, Jean-Pierre Digard et al., Études sur les sociétés de pasteurs nomades, vol. 1, Sur l'organisation technique et économique, Paris, Centre d'études et de recherches marxistes (Les Cahiers du Centre d'études et de recherches marxistes ; 109), 1973.
- avec Maurice Godelier, Le Problème des formes et des fondements de la domination masculine. Deux exemples : les Baruya de Nouvelle-Guinée, les Bahima d'Ankole, Paris  Centre d'études et de recherches marxistes (Les Cahiers du Centre d'études et de recherches marxistes ; 128), 1976.
- avec Claude Mainfroy (éd. et présentation), Friedrich Engels, L'origine de la famille, de la propriété privée et de l'État, édition présentée et annotée par Pierre Bonte ; traduction de Jeanne Stern, Paris, Éditions sociales, 1983.
- avec Michel Izard (dir.), Dictionnaire de l'ethnologie et de l'anthropologie, rédaction par Marion Abélès, Philippe Descola, Jean-Pierre Digard, et al., Paris, Presses universitaires de France, 1991.  (ISBN 2-13-043383-9) ; 2e éd. revue, coll. « Quadrige », 1992.  (ISBN 2-13-044539-X) ; 3e éd. 2000.  (ISBN 2-13-050687-9) ; 4e éd. coll.«  Quadrige. Dicos poche », 2007.  (ISBN 978-2-13-055999-3)
- avec John G. Galaty (éd.), Herders, warriors, and traders : pastoralism in Africa, Boulder (Colorado) : Westview press, « African modernization and development series », 1991  (ISBN 0-8133-8067-7)
- avec Édouard Conte, Constant Hamès, Abdel Wedoud Ould Cheikh (éd.), La quête des origines : anthropologie historique de la société tribale arabe. Mélanges pour Mokhtar Ould Hamidoun, Paris, Éditions de la Maison des sciences de l'homme, 1991  (ISBN 2-7351-0426-5) (BNF 36652796)
- (dir.), Épouser au plus proche : inceste, prohibitions et stratégies matrimoniales autour de la Méditerranée, Paris, Éditions de l'École des hautes études en sciences sociales, coll. « Civilisations et sociétés », 1994  (ISBN 2-7132-1009-7)
- avec la collaboration d'Henri Guillaume, Nomades, avec des photographies de Franco Zecchin, Paris, La Martinière, 1998  (ISBN 2-7324-2421-8)
- avec Anne-Marie Brisebarre, Altan Gokalp (dir.), Sacrifices en Islam : espaces et temps d'un rituel, avec la collaboration de Sadok Abdelsalam, Françoise Aubaile-Sallenave, Hocine Benkheira et al., Paris, CNRS éditions, coll. « CNRS Anthropologie », 1999  (ISBN 2-271-05646-2)
- avec Édouard Conte, Paul Dresch (dir.), Émirs et présidents : figures de la parenté et du politique dans le monde arabe, préface de Jean-Claude Vatin, Paris, CNRS éditions, 2001  (ISBN 2-271-05825-2)
- avec la collaboration d'Abd el-Wedoud ould Cheikh, La montagne de fer : la SNIM (Mauritanie), une entreprise minière saharienne à l'heure de la mondialisation, Paris, Karthala, 2001  (ISBN 2-84586-222-9)
- avec Daniel Becquemont, Mythologies du travail : le travail nommé, Paris/Budapest/Torino, L'Harmattan, coll. « Logiques sociales », 2004  (ISBN 2-7475-6572-6)
- Les derniers nomades, Paris, Solar, 2004  (ISBN 2-263-03725-X)
- Peuples des déserts d'Arabie, avec des photographies d'Étienne Dehau, Paris, Hermé, coll. « Terres de légende », 2005  (ISBN 2-86665-416-1)
- La Saqiya al Hamrâ : berceau de la culture ouest-saharienne, Casablanca, Croisée des chemins, coll. « Histoire et sociétés du Maroc », 2013  (ISBN 9954104208)